# Nigritel·la
Nigritel·la, Nigritella. és un gènere de plantes amb flors dins les orquídies. Tenen una inflorescència subcònica.

## Etimologia
El nom del gènere (Nigritella) deriva del llatí i es refereix al color fosc de l'espècie tipus (Nigritella nigra).

## Descripció

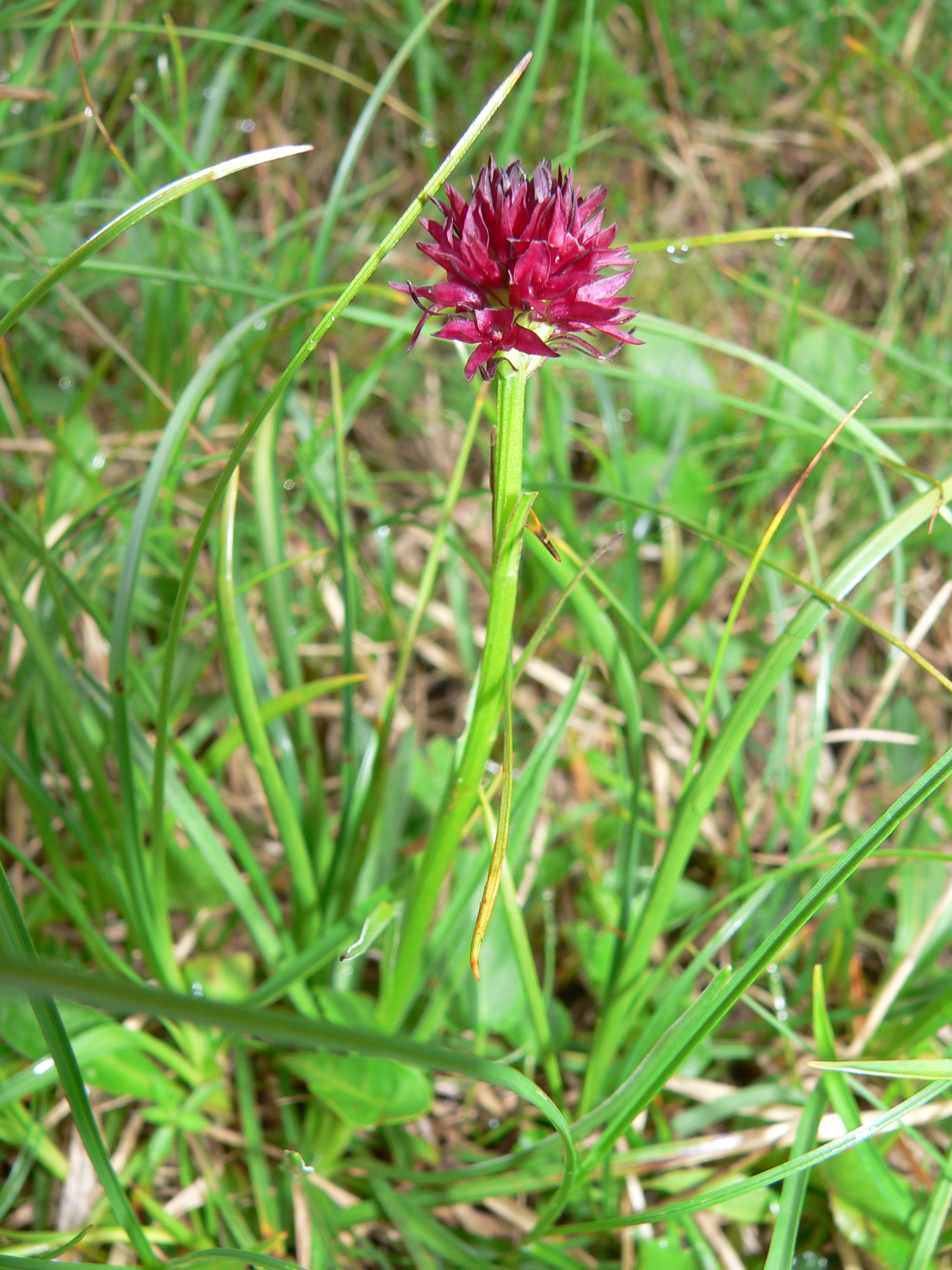
Nigritella nigra austriaca

Són plantes herbàcies que fan com a màxim 30 cm d'alt. La seva forma biològica prevalent és la de geòfit bulbós.

### Inflorescència

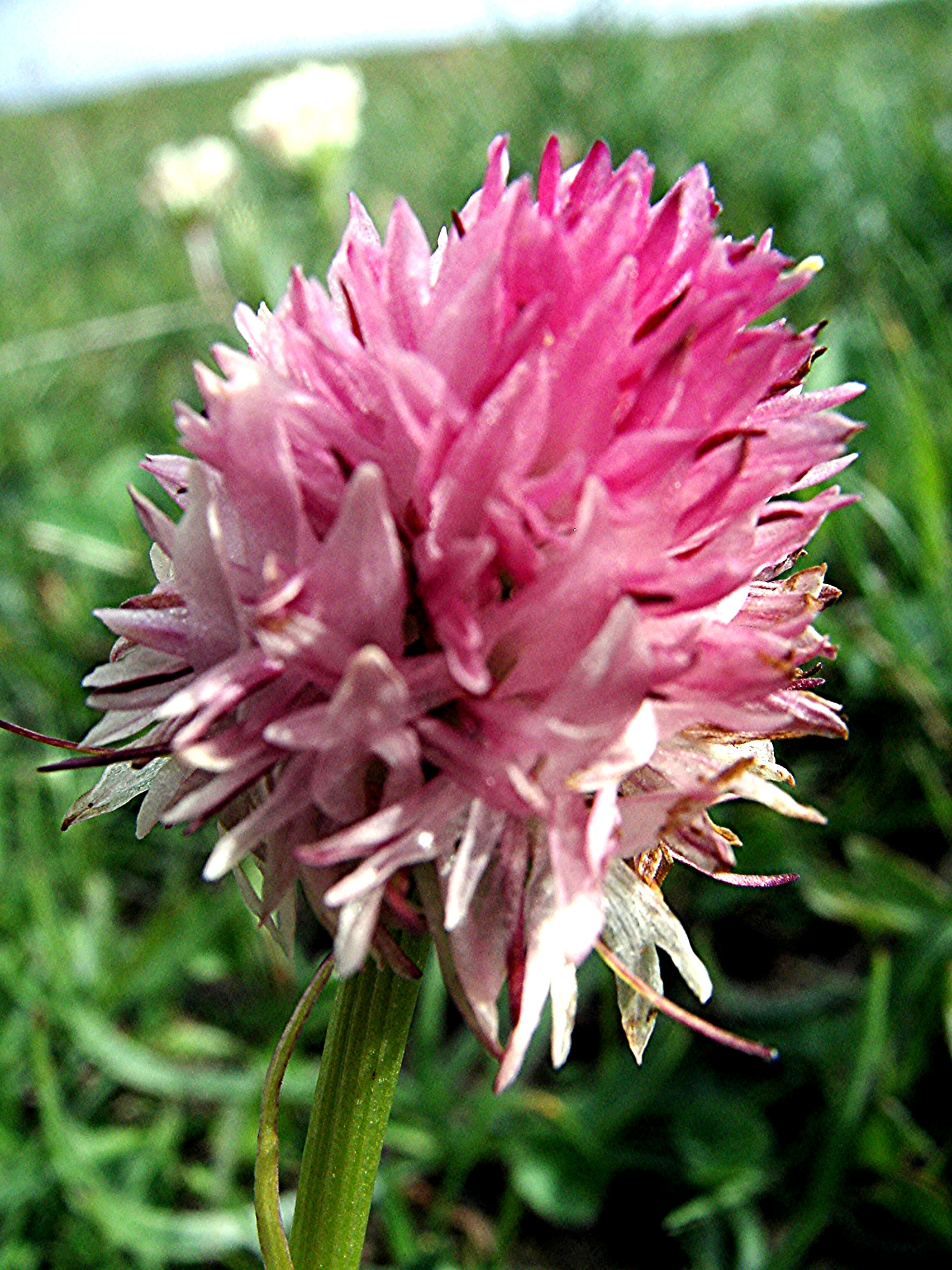
Inflorescència de N. corneliana

La inflorescència és una curta espiga terminal amb forma intermèdia entre globosa i piramidal (o també una forma de tipus ovoïdal). L'espiga fa d'1 a 3 cm.

### Fruits
El fruit és una càpsula amb nombroses llavors dins. Les llavors no tenen endosperma i els embrions són poc diferenciats formats per poques cèl·lules. Aquestes plantes viuen en simbiosi amb micorices i això significa que només es poden desenvolupar si aquests fongs les infecten. Això es deu a la poca substància de reserva que tenen les llavors cosa que impedeix una germinació normal.

## Distribució i hàbitat
La difusió és a Europa, inclosos els Països Catalans. El seu hàbitat són eñsprats alpins en zones calcàries. Viuen entre els 1000 i els 2700 m d'altitud.

## Taxonomia
La posició taxonòmica d'aquest gènere està en vies de definició donat que alguns botànics el consideren un gènere independent mentre d'altres l'uneixen al gènere afí Gymnadenia (secció Nigritellae

### Algunes espècies
- Nigritella nigra subsp. rhellicani (Teppner & E.Klein) H.Baumann, Künkele & R.Lorenz, 2004 - Nigritella comuna;
- Nigritella nigra subsp. rhellicani var. flava Jaccard: amb flors de color groc
- Nigritella nigra subsp. rhellicani var. pallida R.Keller: amb flors blanques amb orles de rosa
- Nigritella nigra subsp. rhellicani var. robusta P.Delforge: amb la tija més grossa (fins a 1 cm de diàmetre) i inflorescència molt densa (fins a 150 flors);
- Nigritella nigra subsp. rhellicani var. subcarnea A.Camus: amb flors de color taronja
- Nigritella nigra subsp. austriaca Teppner & E.Klein, 1990 - Nigritel·la austriaca;
- Nigritella corneliana (Beauverd) Gölz & H.R.Reinhard, 1986 - Nigritel·la de Cornelia Rudio;
- Nigritella rubra (Wettst) K.Richt., 1890 - Nigritella roja;
- Nigritella cenisia G.Foelsche & al. (1998) –
- Nigritella dolomitensis (Teppner & E.Klein) Hedrén, E.Klein & Teppner (2000) – Nigritella de les Dolomites.
- Nigritella archiducis-joannis Teppner & E.Klein (1985)
- Nigritella carpatica (Zapal.) Teppner, E.Klein & Zag. (1994)
- Nigritella gabasiana Teppner & E.Klein (1993)
- Nigritella lithopolitanica Ravnik (1978)
- Nigritella runei (Teppner & E.Klein) Kreutz (2004)
- Nigritella stiriaca (Rech.) Teppner & E.Klein (1985)

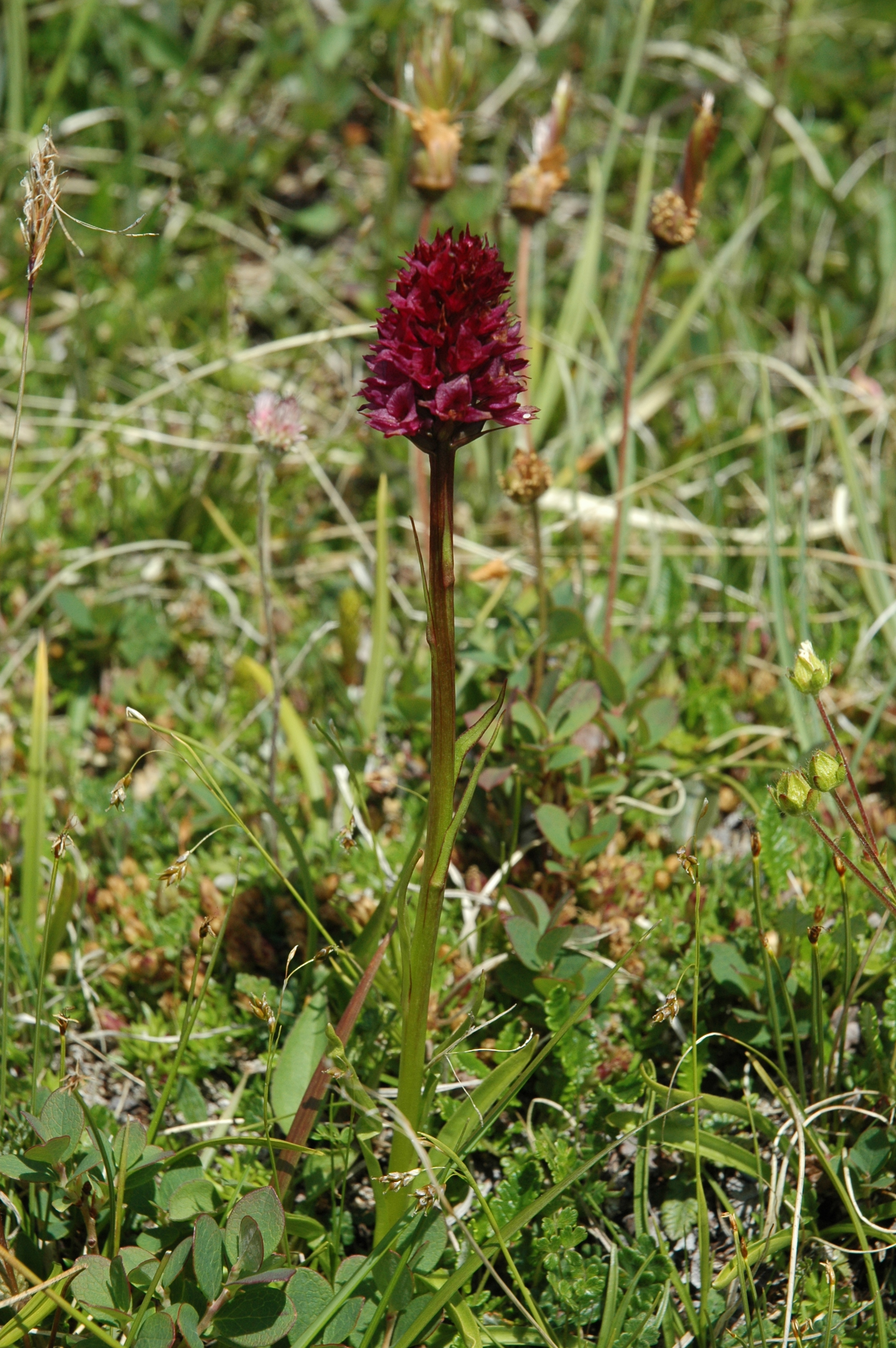
N. runei
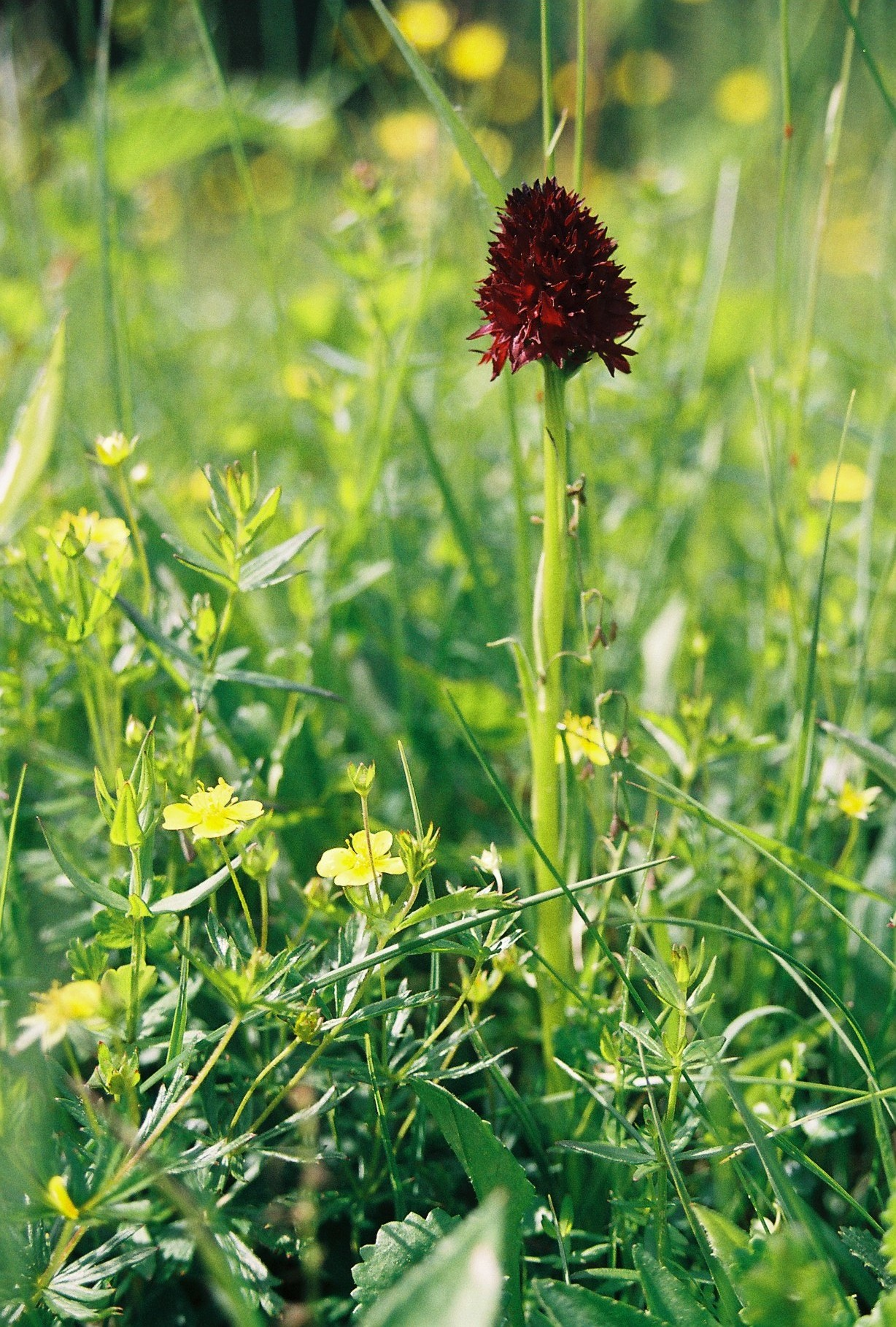
N. nigra subsp. nigra

### Híbrids
Els híbrids són freqüents amb les espècies del gènere Gymnadenia. Altres gèneres per hibridar-se són Pseudorchis i Orchis.

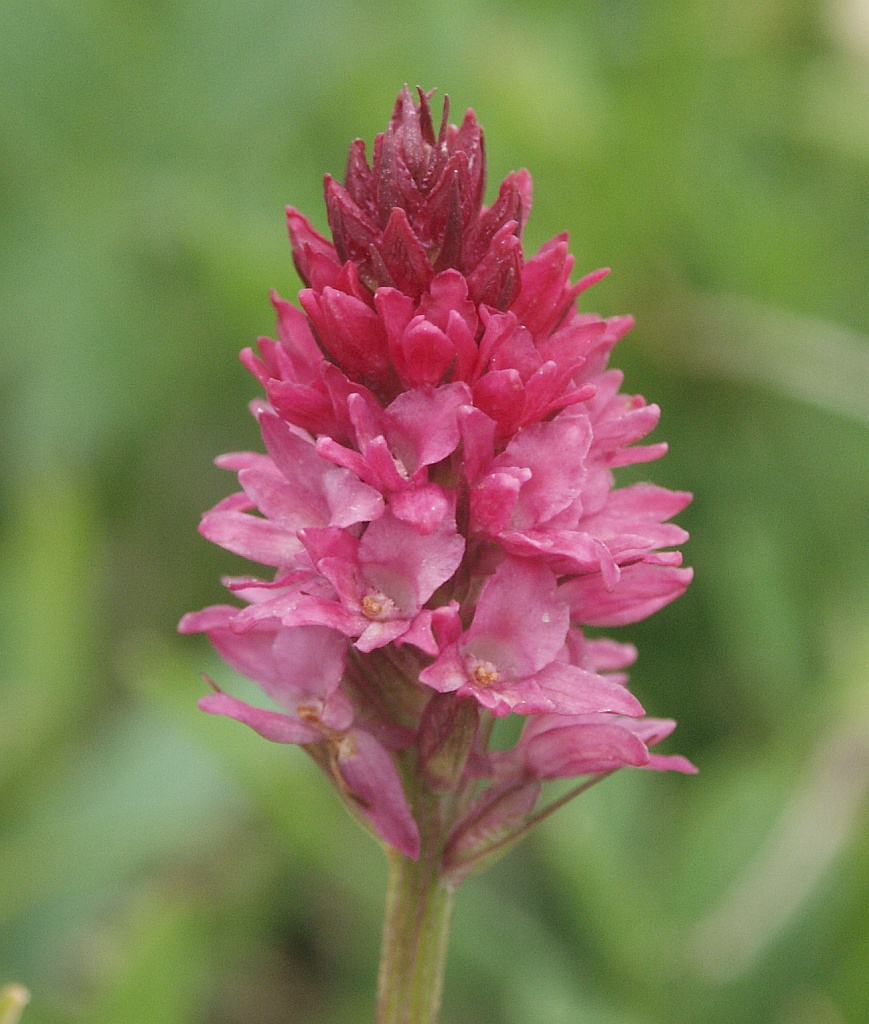
Gymnigritella_suaveolens (Gymnadenia conopsea × Nigritella rhellicani)
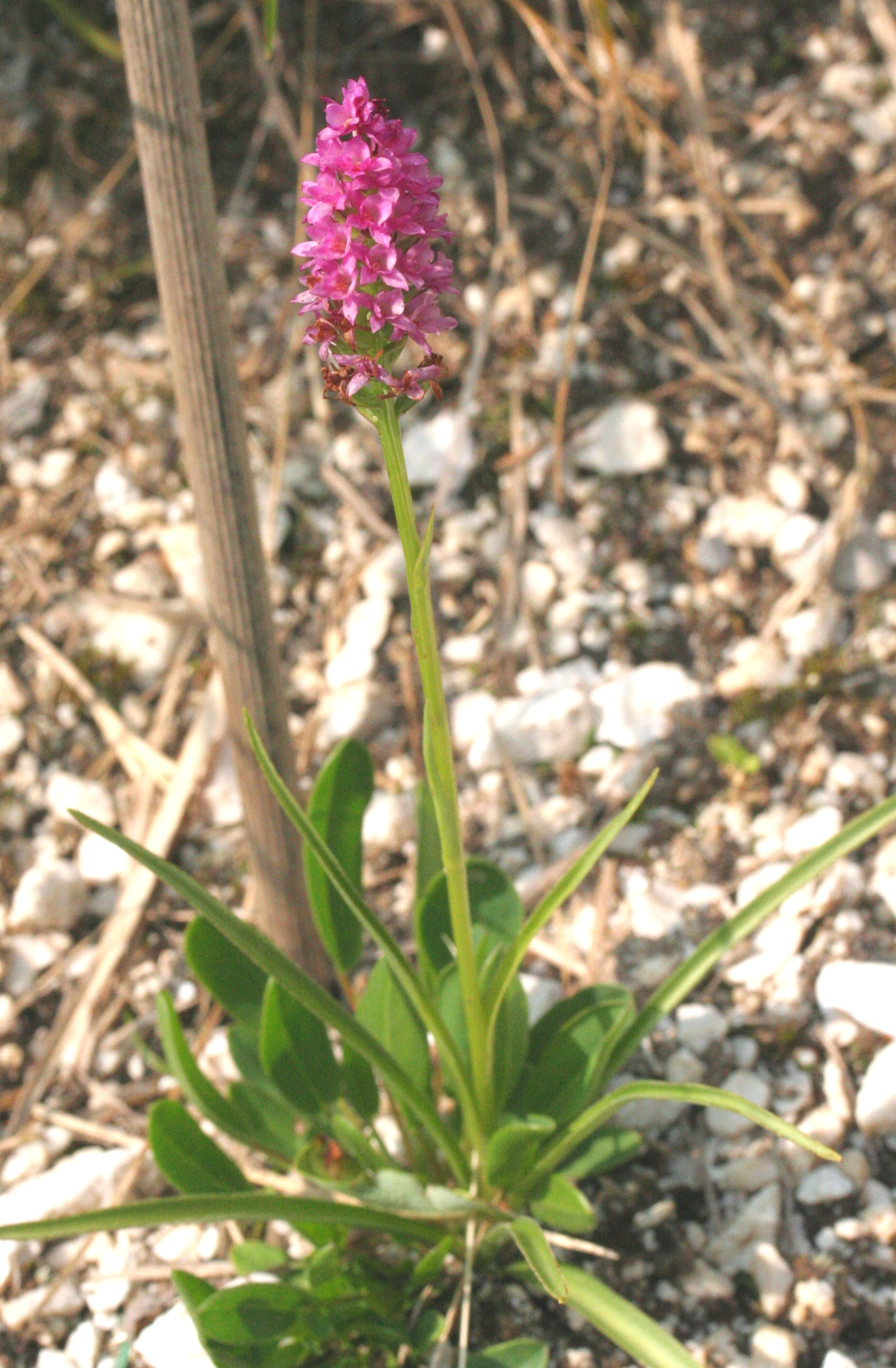
Gymnigritella heufleri (Gymnadenia odoratissima × Nigritella rhellicani)

### Sinònims
- Satyrium L.
- Habenaria R.Brown
- Gymnadenia R.Br. (1813)

## Usos

### Jardineria
Es fa servir en jardineria rústega i alpina.